# Джеймс Ласт
Джеймс Ласт (нім. James Last, справжнє ім'я і до 1965 сценічне Ганс Ласт Hans Last; 17 квітня 1929, Бремен — 9 червня 2015, Флорида, США) — німецький композитор, аранжувальник і диригент.

## Життєвий і творчий шлях
Батько Луіс Ласт (1889–1972) був у юності моряком, потім працював у департаменті громадських робіт міста Бремена. Батько захоплювався музикою і був згодний катити візка з акордеоном і барабанами через пів міста, тільки щоб пограти кілька годин у оркестрі за символичну платню у 4 райхсмарки. Перша дружина батька померла молодою, лишивши Луїсу двох синів і дочку. Луїс одружився вдруге на Марті Ласт, яка була не дуже музично обдарованою. Марта народила Луісу трьох синів: Роберта, Вернера і наймолодшого Ганса. Отже Ганс ріс у великій сім'ї, музичні здібності членів якої дуже відрізнялися. Роберт і Вернер рано виявили свою музичну обдарованість, перший грав на тромбоні, другий на саксофоні.
Ганс навчився грати на піаніно у віці 12 років, потім перейшов на контрабас. Його рідне місто було сильно зруйноване в роки Другої світової війни Друга світова війна. У 14 років був прийнятий у військово-музичне училище в Німеччині.
Після падіння нацизму, Джеймс Ласт приєднався до Hans-Guenther Oesterreich's Radio Bremen Dance Orchestra в 1946, де і відбувся його перший виступ. У 1948 році Ласт створив ансамбль Last-Becker Ensemble, який функціонував протягом семи років. За цей час він був визнаний найкращим басистом у країні впродовж трьох років, з 1950—1952 рр. 1952 ансамбль розформований і Ласт став аранжувальником для Polydor Records, а також для низки європейських радіостанцій. Протягом наступного десятиліття, він допоміг організувати хіти для таких артистів як Гельмута Захарія [Гельмут Захарія], Freddy Quinn, Лоліта, Альфред Hause і Катерина Валенте.

## Робота
Ласт випустив свій перший альбом у США під назвою «The American Patrol» на Warner Brothers близько 1964 року. Він також випустив серію з дев'яти альбомів під назвою Сучасна Класика тт. 1-9, які служили до перекладень класичних мелодій з рядками, ритм і безсловесний хор з середини 1960-х до початку 1970-х. Д.Ласт випустив альбом, Non-Stop Dancing, в 1965 році, запис короткого видач популярних пісень, всі пов'язані між собою наполегливий ритмі танцю і натовпи шумів. Це був поштовх, який допоміг зробити його великою європейською зіркою. Протягом наступних чотирьох десятиліть, останній випустив більше 190 записів, у тому числі кілька томів із Non-Stop Dancing. На цих записах, він варіює свою формулу, додаючи різні пісні з різних країн і жанрів, а також гастролерів, як Річард Клайдерман і Astrud Gilberto. Він також мав свою успішну серію телебачення в 1970-х роках з гостями ABBA і Лінсі де Поль.
Хоча його концерти та альбоми мали незмінний успіх, особливо у Великій Британії, де у нього було 52 хітових альбомів у період між 1967 і 1986, що зробило його другим після Елвіса Преслі у записі графіків, він мав відносно мало синглів. У Великій Британії, його єдина чарті синглів були «Спокушання», тема з Американський жиголо (1980) складається з Джорджо Мородера, і «Biscaya» з альбому Biscaya. У США, де «Спокушання» став одним з хітів топ-40, досягнувши № 28 в Billboard Hot 100 та № 22 на Adult Contemporary діаграмі травня 1980, Ласт був дещо більш успішнішим на чартах. У 2003 році його пісня «Самотній пастух», де Георге Замфір грає на флейті Пана, з'явилася у фільмі Квентіна Тарантіно — «Вбити Білла».
Він є володарем численних популярних і професійних нагород, в тому числі Billboard журналу Зірка року трофей в 1976 році, і був удостоєний нагороди за довічні досягнення з німецькими Ехо, отримавши приз у 1994 році. Його пісня «Музика з усіх кінців шляху» (записаний Andy Williams в 1972 році) є мелодією з класичним почуттям,яка була хітом у всьому світі, це єдиний останній сингл крім «Спокушання» для досягнення США Hot 100, де він досяг № 84 (і № 18 на Adult Contemporary) наприкінці 1971 року. (Його єдиний графік США сингл був двосторонній в'їзд за участю римейки Село Stompers «Вашингтон-сквер» і Creedence Clearwater Revival 'S «Proud Mary», який досяг № 22 на Adult Contemporary на початку 1971 року.)
У 1970 р. Джеймс Ласт виступив з грандіозним концертом інструментальної музики в Києві, у приміщенні Палацу Спорту, який щойно відкрився.
Д.Ласт має багато шанувальників в Європі та в інших місцях. Його торгова марка Big Band механізмів Поп-музика хітів, його серію альбомів ' партії однаково добре відома. Протягом своєї кар'єри він продав понад 100 мільйонів альбомів. У Сполучених Штатах, його музика була одним з основних продуктів на інструментальній основі Beautiful Music радіо формат протягом багатьох років.
Європейські дати концертів в квітні 2011 року були оголошені Концерт оголошень. Daily Mail. Лондон. {{cite news}}: |access-date= вимагає |url= (довідка)

## Приватне життя
- 1-а дружина — Вальтрауд (померла в 1997)
  - син — Рональд, допомагав батьку у музичній справі
  - дочка: Катерина
- 2-а дружина: Кристина

Джеймс Ласт ділив свій час між Флоридою і Німеччиною. Він давав багато кредитів з дружиною і сином, які допомагають з його музикою.

## Останні місяці життя
У листопаді 2014 року через запалення кишкивін був змушений перенести термінову операцію у Флориді. Після неї був прикований до лікарняного ліжка три тижні, страждав від високої температури, був штучно годований.
Але в березні-квітні 2015 почув новий прилив сил. Із новою програмою «Non Stop Music» він здійснив концертне турне і витримав більш ніж 20 шоу-вистав. Свій 86-й день народження 17 квітня 2015 року він відсвяткував в Лейпцигу на сцені. Свій останній концерт дав 26 квітня 2015 в кьольнському палаці спорту Lanxess-Arena.
Помер у колі сім'ї, на своїй обраній «другій батьківщині» — Флориді, 10 червня 2015.